# J. C. R. 리클라이더

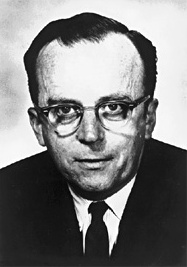

J. C. R. 리클라이더(J. C. R. Licklider, J. C. R. 또는 Lick, 본명: Joseph Carl Robnett Licklider, /ˈlæklaˈdər/, 1915년 3월 11일 – 1990년 6월 26일)는 미국의 심리학자이자 컴퓨터 과학자였으며 컴퓨터 과학 발전, 그리고 일반적인 컴퓨팅 역사에서 가장 저명한 인물 중 하나로 간주된다.
현대적인 스타일의 대화형 컴퓨팅과 이를 모든 활동 방식에 적용하는 방법을 최초로 예측한 사람 중 한 명으로 특히 기억된다. 또한 전세계 컴퓨터 네트워크가 구축되기 오래 전에 초기 비전을 가진 인터넷 개척자이기도 하다. 그는 오늘날의 표준 그래픽 사용자 인터페이스와 인터넷의 전신인 ARPANET을 포함하여 컴퓨팅 기술의 상당한 발전을 이끈 연구에 자금을 지원함으로써 이 일을 시작하기 위해 많은 일을 했다.
디지털 시대에 컴퓨팅의 씨앗을 심은 공로로 "컴퓨팅의 조니 애플시드"로 불린다. 제록스 PARC의 컴퓨터 과학 연구소 및 디지털 이큅먼트 코퍼레이션의 시스템 연구 센터 설립자인 로버트 테일러는 "내 그룹이 제록스 PARC에서 수행한 작업을 포함하여 컴퓨터 기술의 중요한 발전 대부분은 단순히 릭의 비전을 추정한 것이다. 자신의 새로운 비전은 아니었다. 그래서 그는 정말로 모든 것의 아버지였다."라고 말했다.